# Академік Мстислав Келдиш
Академік Мстислав Келдиш (рос. Академик Мстислав Келдыш) — 6240-ка тонне російське науково-дослідне судно, приписане у порті Калінінград. Експлуатує на своєму борті 2 батискафи Мир-1 і Мир-2. Судно зробило понад 50 рейсів, знаходиться під управлінням Інституту океанології імені П. П. Ширшова Російської Академії наук. Назване на честь радянського математика та механіка Келдиша Мстислава Всеволодовича, з екіпажем близько 90 чоловік (45 членів екіпажу, 20 і більше пілотів, інженерів і техніків, 10-12 вчених і близько 12 пасажирів). На судні знаходиться 17 лабораторій та бібліотека.
Судно було збудоване в Раума, Фінляндія, фірмою Hollming OY для Академії наук СРСР (тепер Російська академія наук). Будівництво судна було завершене 28 грудня 1980, в експлуатації з 15 березня 1981. Батискафами «Мир» було доукомплектоване в 1987 році. Мир-1 і Мир-2 були побудовані тією ж компанією що і судно, вони розраховані на глибину занурення до 6 км.

## Батискафи «Мир»

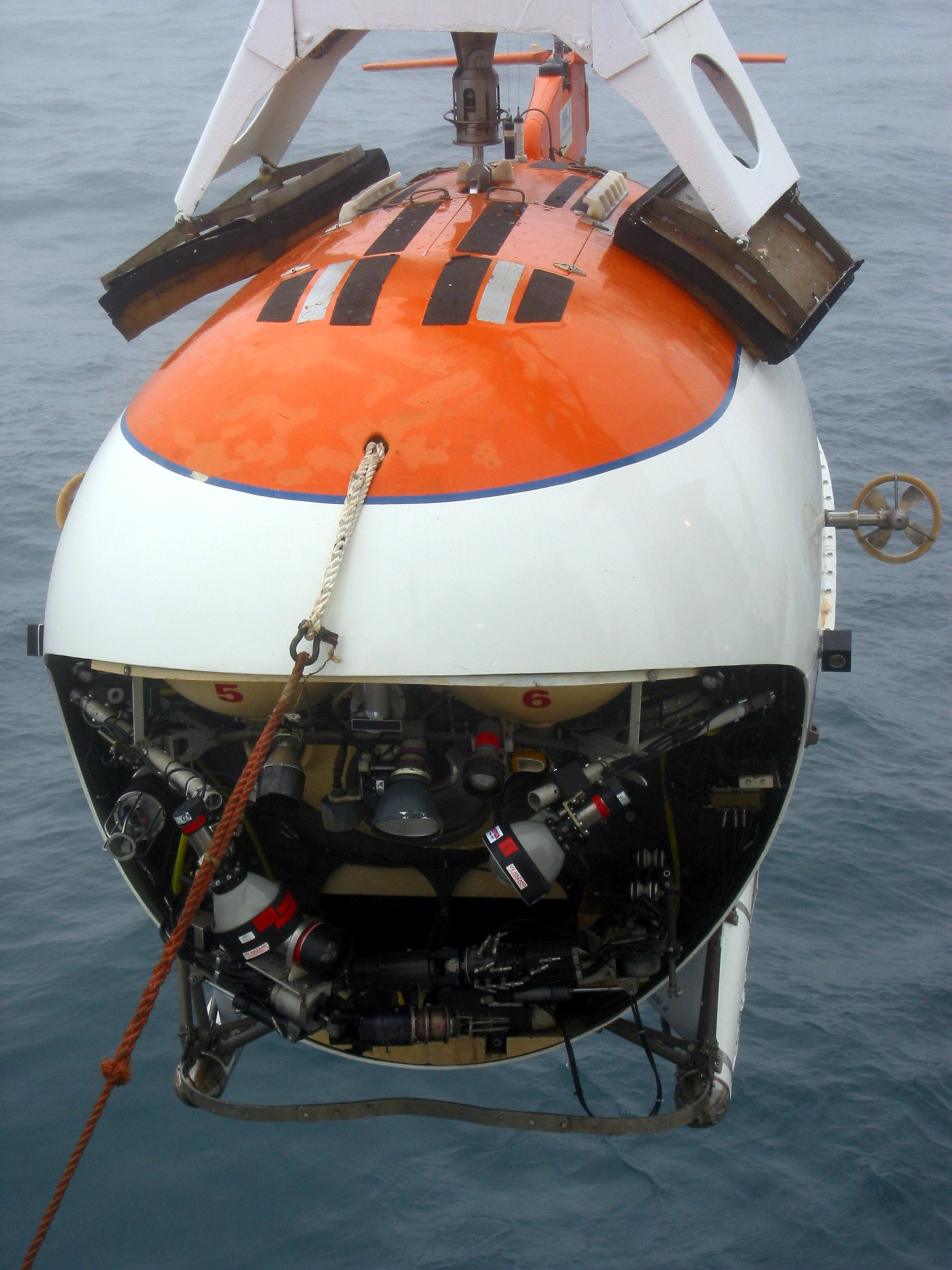